# ميخائيل رويدا
ميخائيل رويدا (بالإسبانية: Mikel Rueda)‏ هو كاتب سيناريو ومخرج إسباني، ولد في 6 يوليو 1980 في بلباو في إسبانيا.

## وصلات خارجية
- الموقع الرسمي
- ميخائيل رويدا على موقع IMDb (الإنجليزية)
- ميخائيل رويدا على موقع ألو سيني (الفرنسية)
- ميخائيل رويدا على موقع أول موفي (الإنجليزية)
- ميخائيل رويدا على موقع قاعدة بيانات الفيلم (الإنجليزية)
- ميخائيل رويدا على موقع كينوبويسك (الروسية)